# Nomosphecia pyramida
Nomosphecia pyramida är en stekelart som först beskrevs av Gupta 1962.  Nomosphecia pyramida ingår i släktet Nomosphecia och familjen brokparasitsteklar. Utöver nominatformen finns också underarten N. p. williamsi.